# Hylotorus hottentotta
Hylotorus hottentotta is een keversoort uit de familie van de loopkevers (Carabidae). De wetenschappelijke naam van de soort is voor het eerst geldig gepubliceerd in 1874 door John Obadiah Westwood.